# Нікітін Олександр Юхимович
Олександр Юхимович Нікітін (1901, село Клементьєво Владимирського повіту Владимирської губернії, тепер Владимирської області, Російська Федерація — розстріляний 28 липня 1941, полігон Комунарка біля Москви, тепер Російська Федерація) — радянський партійний і комсомольський діяч, журналіст, відповідальний редактор газети «Комсомольская правда», завідувач відділу друку ЦК ВКП(б). Депутат Верховної Ради СРСР 1-го скликання.

## Життєпис
Народився в родині торгівця бакалії. У 1913 році закінчив сільську початкову школу в селі Клементьєво.
У лютому — вересні 1913 року — наймит у заможного селянина Куванова в селі Клементьєво. У вересні 1913 — серпні 1914 року — робітник валяльної майстерні Титова в селі Ворша Владимирського повіту Владимирської губернії.
У серпні 1914 — серпні 1918 року — кур'єр магазину Красильникова в місті Владимирі. У 1917 році вступив до Комуністичної спілки молоді.
У серпні 1918 — березні 1919 року — завідувач книжкового складу Владимирського губернського комітету РКП(б).
У березні 1919 — січні 1920 року — завідувач книжкового складу Центродруку в місті Владимирі.
Член РКП(б) з грудня 1919 року.
У січні — серпні 1920 року — секретар Владимирської губернської надзвичайної комісії (губЧК).
У серпні — вересні 1920 року — заступник секретаря Владимирського губернського комітету РКП(б).
У вересні 1920 — листопаді 1921 року — відповідальний секретар Владимирського губернського комітету комсомолу.
У листопаді 1921 — квітні 1923 року — відповідальний секретар Іваново-Вознесенського губернського комітету комсомолу.
У квітні 1923 — липні 1924 року — завідувач організаційного відділу Сибірського бюро ЦК комсомолу в місті Новомиколаївську.
У липні 1924 — листопаді 1926 року — старший інструктор політичного управління Московського військового округу.
У листопаді 1926 — серпні 1928 року — редактор газети Московського комітету ВЛКСМ «Молодой ленинец».
У серпні 1928 — вересні 1937 року — завідувач партійного відділу і член редакційної колегії газети «Правда».
У вересні — грудні 1937 року — відповідальний редактор газети «Комсомольская правда».
У грудні 1937 — січні 1938 року — заступник завідувача відділу друку ЦК ВКП(б).
У січні 1938 — січні 1939 року — завідувач відділу друку ЦК ВКП(б).
Одночасно, з лютого 1938 по 1939 рік — відповідальний редактор журналу «Большевистская печать».
У червні — вересні 1939 року — відповідальний редактор журналу «Огонек».
3 вересня 1939 року заарештований органами НКВС. 11 липня 1941 року засуджений до розстрілу, розстріляний 28 липня 1941 року в околицях полігону Комунарка біля Москви.
Посмертно реабілітований 7 січня 1956 року.